# Kopiec Unii Lubelskiej we Lwowie

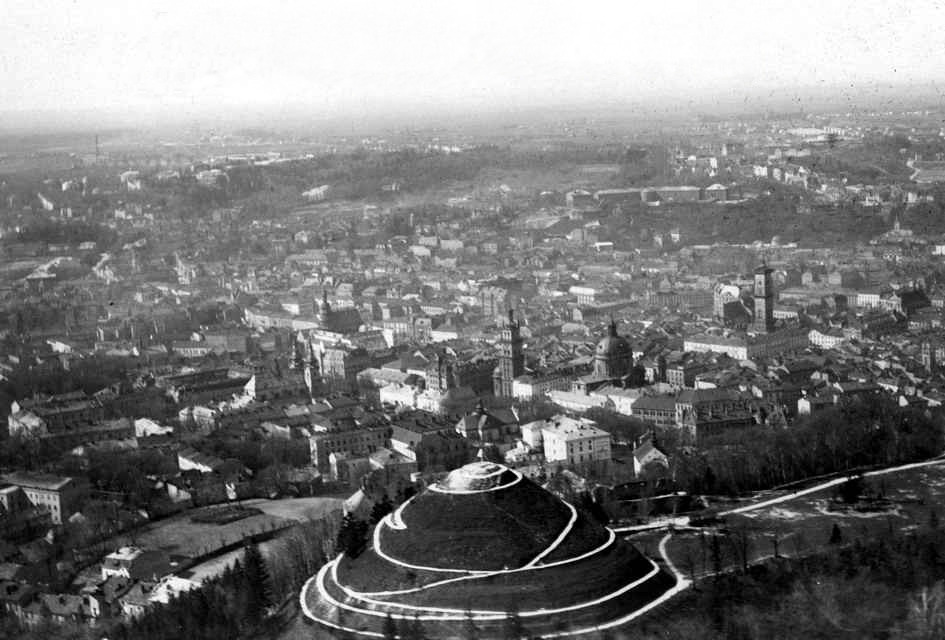
Kopiec Unii Lubelskiej – stan przedwojenny

Kopiec Unii Lubelskiej – kopiec we Lwowie, na Wysokim Zamku, usypany z okazji 300. rocznicy zawarcia unii lubelskiej (1569).
Wzniesiony dzięki inicjatywie i wkładowi finansowemu Franciszka Smolki. W dniu poświęcenia kamienia węgielnego – 11 sierpnia 1869 wśród uroczystego, manifestacyjnego nastroju sypano tam ziemię ze wszystkich stron Polski, a nawet z grobów: Mickiewicza, Słowackiego i gen. Kniaziewicza. Ziemię pod kopiec brano ze splantowanego szczytu wzgórza, a kamienie w pewnej części z zabytkowych ruin zamku obronnego.
Ze szczytu (413 m n.p.m.) roztacza się widok na miasto i okolicę. W pogodne dni widnokrąg sięga po Woroniaki za Oleskiem oraz po Beskid Stryjski, gdzie wyraźnie występują szczyty Paraszki i Zełemina pod Skolem. Najkorzystniej oglądać z niego zabytkowy Lwów w godzinach porannych, gdy słońce oświetla miasto od strony kopca.

## Historia
- 28 czerwca 1869 – uchwała rady miasta;
- 11 sierpnia 1869 – położenie kamienia węgielnego, ozdobionego herbami Polski, Litwy i Rusi oraz napisem „Wolni z wolnymi, równi z równymi. Polska, Litwa i Ruś zjednoczone Unią Lubelską 12 sierpnia 1569”[1] dłuta Parysa Filippiego;
- 12 sierpnia 1874 – przeniesienie lwa, symbolu Lwowa, spod magistratu pod kopiec;
- 1906 – osunięcie części stoku.